# Иван Патев
Иван Георгиев Патев е български адвокат, политик и помощник-кмет на Бургас, съпруг на известната българска правозащитничка, общественичка и пацифистка Жени Божилова-Патева.

## Биография
Роден е в котленското село Градец на 14 октомври 1871 година. Образованието си получава първоначално в родното си село и после в педагогическата гимназия в Казанлък и гимназията във Варна.
През 1897 година Патев се жени за учителката Жени Божилова-Патева. Двамата съпрузи взаимно си помагат, като първо Патев в края на 1899 година става доктор по право на Женевския университет, а след това Жени завършва философия в Берлин и Париж. След завръщането на Патев от Швейцария, семейството се установява в Бургас, където той работи като адвокат, става член на Радикалната партия. Патев е избран за общински съветник между 1918 и 1919 година и за председател на Адвокатския съвет между 1929 и 1913 година. През 1925 година защитава успешно социалиста Никола Максимов, които е съден за подбудителство на Септемврийското въстание от 1923 година.
Иван Патев умира в София на 31 май 1961 година.